# Гершићева улица
| Гершићева улица                                       | Гершићева улица          |
| ----------------------------------------------------- | ------------------------ |
|                                                       |                          |
| Општина                                               | Звездара                 |
| Почетак                                               | Булевар краља Александра |
| Крај                                                  | Милана Ракића            |
| Дужина                                                | 200 m                    |
| Ширина                                                | 6 m                      |
| Створена                                              | 1928                     |
| Названа                                               | 1930                     |
| Стари називи                                          | Улица Чеде Јаћимовића    |
|                                                       |                          |
|                                                       |                          |
| Поглед од Булевара краља Александра ка Хекторовићевој |                          |

Гершићева улица налази се у Општини Звездара, у близини Цветкове пијаце. Протеже се правцем од Булевара краља Александра број 267 до Улице Милана Ракића у дужини од 200 m. Пресеца Хекторовићеву и Брсјачку, а паралелна је са Улицом Спасе Гарде и Дивчибарском.

## Име улице
Првобитно име улице је било Улица Чеде Јаћимовића. Названа је 1928, а 1930. је преименована у Гершићеву улицу.

### Глигорије Гершић
Глигорије Гершић, надимак Гига, рођен је у Белој Цркви 1842. године. Био је политичар, правник и професор Велике школе, члан Српског ученог друштва. Право је студирао у Бечу и Пешти. Био је врло плодан писац и публициста. Објавио је већи број расправа из државног и међународног права.

## Суседне улице
Окружена је кратким улицама са породичним кућама.
Улица је сада слепа и не може да се изађе на Булевар краља Александра. Осамдесетих година двадесетог века су порушене неке куће, да би могло да се изграде зграде на Булевару краља Александра. Уместо приватних кућа, делом улице је направљено дечије игралиште названо Шљункара. На игралишту се налазе кошеви за кошарку, голови за играње фудбала, држачи за мрежу за играње тениса. Поред терена се налази и део намењен мањој деци са дечијим справама за играње.

- Хекторовићева
- Брсјачка
- Милана Ракића
- Спасе Гарде
- Дивчибарска
- Булевар краља Александра
- Учитеља Милоша Јанковића

## Гершићевом улицом
- Поглед ка Булевару краља Александра
- Раскрсница са Брсјачком
- Поглед из Милана Ракића
- Поглед ка Хекторовићевој
- Раскрсница са Брсјачком

## Занимљивости
- Године 1940. Гершићева улица је обухваћена регулационим планом намене земљишта за разне сврхе. Ту је назначено да се она протеже од Краља Александра до Миријевског пута (нови назив улице је Милана Ракића).[6]
- Замена сијалица до 15. фебруара 1933. на назначеним местима. Дирекција трамваја и осветљења врши издавање сијалица од 220 волти по 50% нижој цени од стварне цене коштања. Гершићева улица је обухваћена овом акцијом од броја 1 до 11.[7]